# Jean Skoglund
Jean Fredrik Theodor Skoglund, född 30 november 1908 i Stockholm, död 16 juni 1948 på Lidingö, var en svensk målare, tecknare, grafiker, skulptör.
Skoglund var gift med Karin Browin. Han uppges ha studerat vid Blombergs målarskola och vid Konstakademiens etsningsskola i Stockholm i början av 1930-talet. Han specialiserade sig på att måla sekelskiftesmotiv i Gustaf Fjæstad och Bruno Liljefors anda som han levererade till den etablerade konsthandeln. Separat ställde han ut på Sidenhusets pelarhall i Stockholm 1942 där han visade en kollektion med porträtt, landskapsmotiv och nakenbilder. I sina landskapsmålningar använde han mycket vitt som gav målningarna en hård och kall kolorit. Förutom landskapsmålningar och porträtt målade han även stilleben och ett stort antal krokiteckningar. Jean Skoglund är begravd på Lidingö kyrkogård